# Appendix Probi

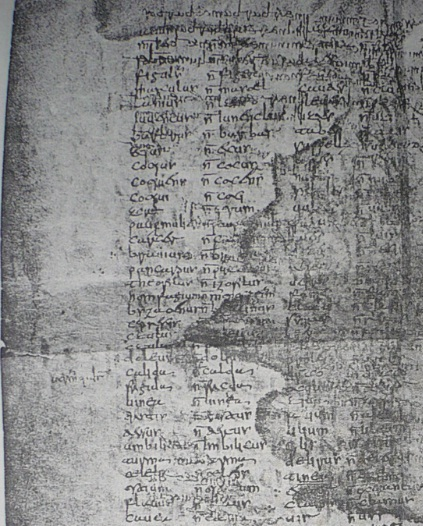
Fotocópia de 1892 do Apêndice

O Appendix Probi ("Apêndice de Probo") é o nome convencional para uma série de cinco documentos que se acredita terem sido copiados no século VII ou VIII em Bobbio, Itália. O seu nome deriva do fato de os documentos terem sido encontrados anexados a uma cópia do Instituta Artium, um tratado que recebeu o nome (mas provavelmente não foi escrito por) do gramático do primeiro século, Marco Valério Probo.
O Apêndice compila os erros mais frequentes na fala latina da época, opondo-os às formas corretas do latim clássico (embora, às vezes, o autor confunda-se e considere incorrecta a forma clássica). O texto foi encontrado num palimpsesto do século VIII intitulado Instituta artium, também conhecido como Ars vaticana por ter sido encontrado na biblioteca do Vaticano.
Foi especificamente o terceiro dos cinco documentos que atraiu a atenção acadêmica, pois contém uma lista de 227 erros de ortografia, juntamente com suas correções, que lançam luz sobre as mudanças fonológicas e gramaticais que o vernáculo local estava desenvolvendo nos estágios iniciais de seu desenvolvimento para linguas românicas, sobretudo a sua semalhança com o italiano. Portanto, é uma obra prescritivista.
Para compreender que exista um texto como o Appendix Probi é preciso considerar que os romanos viviam em situação de diglossia: a língua do dia-a-dia não era o latim clássico (utilizado nos textos literários), senão uma forma distinta, ainda que próxima, chamada de sermo plebeius ("discurso plebeu"). O latim clássico era falado pelas classes sociais elevadas, enquanto que o sermo plebeius era a língua do povo comum, os comerciantes e os soldados. Sem possibilidade de aceder ao status de língua literária, o latim vulgar é por nós conhecido sobretudo graças aos estudos de fonética histórica, às citações e críticas pronunciadas pelos falantes do latim literário, assim como por meio de numerosas inscrições, registros, contos e outros textos correntes. De modo similar, o Satíricon de Petrônio, uma espécie de "romance" escrito provavelmente no primeiro século da era cristã, é um testemunho importante desta diglossia: segundo a sua categoria social, as personagens expressam-se numa língua mais ou menos próxima ao arquétipo clássico.
O texto sobrevive apenas num manuscrito danificado por água, transcrito descuidadamente, do século VII ou VIII, que se encontra na Biblioteca Nazionale Vittorio Emanuele III como MS Lat. 1 (anteriormente Vindobonensis 17).

## Fenômenos visíveis nos erros ortográficos
Observe que o formato é "[grafia correta] non [grafia incorreta]". As abreviações dos escribas foram expandidas.

### Síncope
- speculum non speclum
- masculus non masclus
- uernaculus non uernaclus
- angulus non anglus
- uetulus non ueclus
- uitulus non uiclus
- articulus non articlus
- oculus non oclus
- calida non calda
- uiridis non uirdis

### Desenvolvimento deaproximante palatala partir de vogais anteriores emhiato
- uinea non uinia
- cauea non cauia
- lancea non lancia
- ostium non osteum
- lilium non lileum
- alium non aleum
- tolonium non toloneum

### Mudança de/ŭ/para[o]
- columna non colomna
- turma non torma
- coluber non colober

### Redução do pretônico/au̯/a[o]
- auris non oricla

### Perda do/m/final
- pridem non pride
- olim non oli
- idem non ide
- nunquam non nunqua
- passim non passi

### Perda de/h/
- adhuc non aduc
- hostiae non ostiae

### Redução de/-ns-/para/-s-/
- mensa non mesa
- ansa non asa
- formosus non formunsus
- hercules non herculens
- occasio non occansio

### Perda do/β/intervocálico antes de umavogal posterior
- riuus non rius
- flauus non flaus
- auus non aus
- pauor non paor

### Confusão de/b/e/β/
- baculus non uaclus
- brauium non brabium
- alueus non albeus
- plebes non pleuis
- uapulo non baplo

### Confusão entre não-geminados egeminados
- camera non cammara
- garrulus non garulus
- basilica non bassilica
- aqua non acqua
- draco non dracco

### Eliminação de substantivos imparissilábicos
- grus non gruis
- pecten non pectinis
- glis non glirus

### Adaptação de adjetivos de 3ª declinação para 1ª classe
- tristis non tristus
- pauper mulier non paupera mulier
- acre non acrum
- ipse non ipsus

### Adaptação de substantivos de 4ª declinação femininos a 1ª decl
- nurus non nura
- socrus non socra

### Adaptação da 3ª/4ª decl. femininas a 1ª decl. via sufixo diminutivo
- auris non oricla
- fax non facla
- neptis non nepticla
- anus non anucla

### Adaptação do plural neutro à primeira declinação
- uico castrorum non uico castrae

### Eliminação do ablativo
- nobiscum non noscum
- uobiscum non uoscum

### Alteração denominativo-es(na terceira declinação) para-is
- cautes non cautis
- tabes non tabis
- uates non uatis
- uulpes non uulpis
- fames non famis
- sedes non sedis

### Redução das terminações-ese-ispara-s
- orbis non orbs
- nubes non nubs

### Perda da flexão masculina -us
- figulus non figel
- masculus non mascel
- barbarus non barbar

### Metátese,assimilação,dissimilação, etc
- persica non pessica
- iuniperus non ieniperus
- grundio non grunnio
- sibilus non sifilus
- pegma non peuma
- coqus non cocus
- coquens non cocens
- coqui non coci